# Tradizione
Il termine tradizione (dal latino traditio, traditiònis, derivante dal verbo tràdere = «consegnare», «trasmettere») può assumere diverse accezioni, fortemente interconnesse:

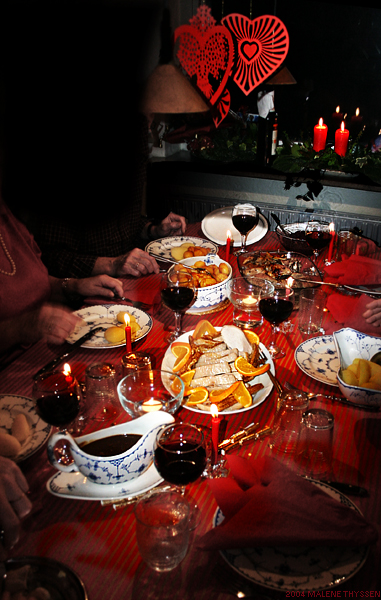
Cena di Natale in Danimarca. Spesso le festività fanno parte della tradizione di determinati popoli.

- come sinonimo di consuetudine, definita spesso «tradizione popolare» o «folclore», intesa antropologicamente come la trasmissione nel tempo, all'interno di un gruppo umano, della memoria di eventi sociali o storici, delle usanze, delle ritualità, della mitologia, delle credenze religiose, dei costumi, delle superstizioni e leggende; in particolare è detta tradizione orale la trasmissione non mediata dalla scrittura;[2]
- come corpus più o meno coerente di credenze e pratiche condivise da un gruppo di persone all'interno di un campo di attività umano, come può essere ad esempio una tradizione religiosa, che assicuri la continuità con i fondatori della religione stessa,[3] una tradizione giuridica,[4] o una tradizione scientifica;[5]
- in ambito spirituale ed esoterico, la Tradizione (con l'iniziale maiuscola) è ritenuta la forma originaria, trascendente e universale delle varie tradizioni religiose, filosofiche e sapienziali, che di quella sarebbero ramificazioni particolari adattate al contesto storico e geografico,[6] e di cui occorre pertanto salvaguardare il legame occulto con quella Dottrina metafisica perenne di natura divina;[7]
- concezione spesso tradotta in senso politico e culturale come tutela dei principi ritenuti fondativi della legge naturale, dell'ordine morale, dei valori e dei rapporti gerarchici di una società,[8] che per la loro forza dinamica e ordinatrice possono agire lungo le generazioni attraverso istituzioni, leggi e assetti normativi, adattandosi al contesto storico;
- nelle discipline della filologia e del diritto, tradizione come termine tecnico presente con un suo significato specifico di autenticità e aderenza alle fonti.[9]

## Antropologia
In antropologia la tradizione è l'insieme degli usi, costumi, e dei valori a questi collegati, che ogni generazione, dopo aver appreso, conservato, modificato dalla precedente, trasmette alle generazioni successive. La tradizione è particolarmente sentita dalle comunità minoritarie che, attraverso di essa, tendono a conservare la propria identità.
Negli studi sul folklore veniva definito «inculturazione» il processo con il quale un gruppo sociale trasmette e riproduce le proprie "tradizioni" al suo interno; acquisiti per acculturazione invece erano definiti i tratti culturali provenienti dall'esterno (strati sociali diversi, o da altre aree geografiche-culturali).

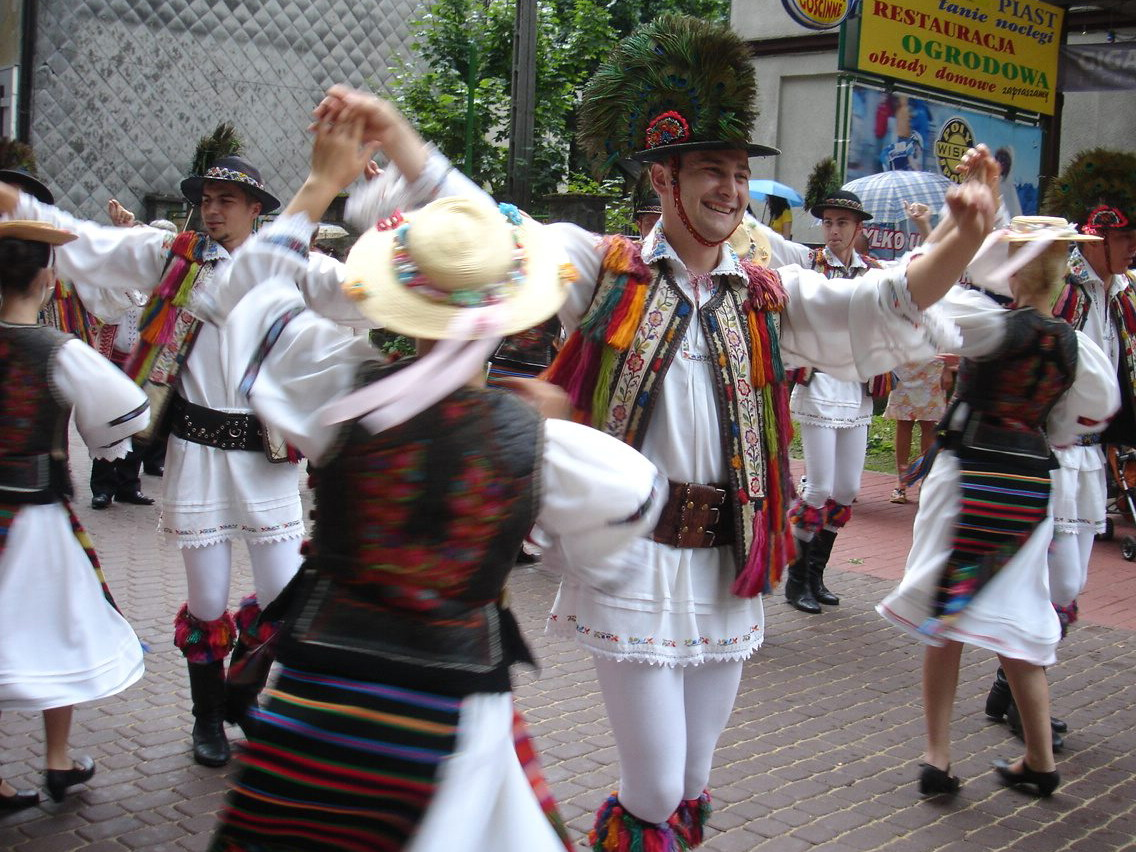
Uomini e donne rumeni ballano in abiti tradizionali

In Italia, all'interno delle scienze etnoantropologiche, si è delineato un campo di studi oggi definito come storia delle tradizioni popolari, all'interno del quale, fin da inizio Novecento, studiosi quali Giuseppe Pitrè, Ernesto de Martino, Alberto Mario Cirese, hanno operato ricerche su usi, costumi, dialetti, cultura materiale, consuetudini di diritto, pratiche religiose, canti, poesie, musiche, tradizioni orali e ogni altro aspetto concernente quello che veniva definito "popolo", ovvero gli strati sociali più arretrati. Inizialmente definito demopsicologia, poi demologia, o acquisendo il termine americano, studi di folklore, questo campo di studi, a partire dagli anni ottanta, ha rimesso profondamente in discussione il proprio oggetto, criticando la reificazione delle tradizioni, e ponendo l'accento più sui processi di costruzione sociale e sull'uso che i soggetti fanno di esse.
Dagli anni ottanta si tende a criticare il concetto di tradizione, per sostenere come la cultura sia situata nell'individuo, ed ogni volta che vi è un passaggio di tratti culturali avvenga necessariamente una rielaborazione. In quest'ottica la tradizione viene vista più come un elemento retorico utilizzato da gruppi di individui per rafforzare una propria identità collettiva, in particolare per essere utilizzata in contrasti con altri gruppi sociali.

## Religione
In ambito religioso, la Tradizione è ciò che giustifica e assicura la continuità con i fondatori, anche scritturali, della religione stessa.

### Giudaismo
Gli israeliti del tempo del Giudaismo avevano molte tradizioni non scritte, che essi affermavano essere state affidate a Mosè sul Monte Sinai, e trasmesse a Giosuè, ai Giudici ed ai profeti. Dopo le loro guerre contro i romani al tempo di Adriano e Severo, a causa della loro sempre più grande dispersione, gli israeliti cercano di assicurarsi la conservazione delle loro tradizioni affidandole alla scrittura.
A questo testo sono aggiunti due commentari: la Ghemarah di Gerusalemme, probabilmente nell'anno 370 e la Ghemarah di Babilonia.

### Cristianesimo

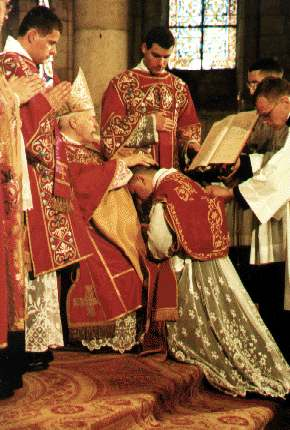
Consacrazione episcopale con cui viene trasmessa la successione apostolica.

Nel Cristianesimo la tradizione intesa etimologicamente come «trasmissione» si basa sulla successione della missione e della potestà degli Apostoli ai loro successori, che restano così in comunione con loro.
Gesù condanna tuttavia severamente molti dei farisei, una setta giudaica molto diffusa nel periodo del Secondo Tempio, rimproverandoli di preferire le tradizioni dei loro antenati (cioè la Torah orale) alla stessa legge di Dio, aderendo in modo superstizioso a vane osservanze e trascurando doveri morali e religiosi più importanti.
Esistono nell'ambito del cristianesimo tradizioni orali successivamente trascritte ed assunte come autentiche da una specifica comunità.
- Tradizione nel Nuovo Testamento: nella teologia cristiana, l'insieme delle predicazioni degli apostoli alle comunità cristiane, successivamente raccolte nel Nuovo Testamento da cui si sono sviluppate, nel corso della storia, le diverse tradizioni ecclesiastiche, ad esempio, quella del cattolicesimo, del cristianesimo ortodosso e del protestantesimo.[3] Il cattolicesimo ritiene che le sue tradizioni derivino da insegnamenti non scritti degli apostoli;[16] quelle del cristianesimo ortodosso sono essenzialmente contenute nella patristica e ritenute normative.[17] Quelle del protestantesimo sono onorate, ma non vengono considerate normative o alla pari con le Sacre Scritture: esse devono sempre essere confrontate con l'autorità ultima della Bibbia, ritenuta unica fonte della Rivelazione (sola scriptura).[18]
- Tradizione cristiana: l'insieme delle pratiche, costumi, credenze e rituali condivisi dalla maggior parte dei cristiani oppure sviluppati e progrediti all'interno di singole chiese o comunità cristiane; si possono citare, per quanto riguarda la Chiesa ortodossa, la cultura e gli abiti tipici slavi, giudicati compatibili con la vita cristiana (anche se non sono una caratteristica propria del cristianesimo). Spesso tutti questi insiemi di usanze, in certi casi vere e proprie "tradizioni", vengono tramandati per iscritto attraverso dei trattati ecclesiastico-liturgici o dei catechismi. Esempi celebri sono gli antichi ordini ecclesiastici,[19] la Didaché, le Costituzioni apostoliche, la Tradizione Apostolica e vari altri testi antichi risalenti ai primi secoli della cristianità, il cui scopo era regolare la vita e la quotidianità dei fedeli così come dei sacerdoti. Ad ogni modo l'autorevolezza e l'attribuzione di tali opere è varia, inoltre non sempre i rituali e le pratiche descritti coincidono con gli insegnamenti degli apostoli.[3]
- Tradizione cattolica: nella teologia cattolica, la tradizione costituisce una delle due fonti della Rivelazione (l'altra essendo la Scrittura),[3] ossia la parte della tradizione cristiana approvata dal concilio di Trento e degli eventi non provabili, ma che vengono ritenuti reali dai fedeli e/o dalle gerarchie ecclesiastiche. Nella teologia cattolica è la Chiesa nella sua dottrina, nella sua vita e nel suo culto, nell'atto in cui perpetua e trasmette a tutte le generazioni «tutto ciò che essa è, tutto ciò che essa crede».[20]
- Tradizione Apostolica: è una breve opera, composta verso il 215, attribuita a Ippolito di Roma, in cui si fa riferimento a un compendio di princìpi, regolamenti e istruzioni in materia di ordinamento ecclesiastico, prassi liturgica e vita comunitaria, che rappresentano la struttura e la forma con cui la Chiesa antica ha tradotto normativamente la "consegna" (traditio) degli apostoli, per il bene e l'edificazione di tutti i credenti. Costituisce il capisaldo di molti testi cristiani dell'antichità e descrive in larga parte il rito romano così come veniva celebrato nel III secolo. Viene considerato d'incomparabile importanza dagli storici, in quanto è una preziosa fonte di informazioni riguardo alla vita comunitaria e alla liturgia cristiane del III secolo.[21]

#### Tradizionalismo
Nel cattolicesimo il tradizionalismo è una tendenza che difende gli insegnamenti tradizionali della Chiesa cattolica e sostiene come tale continuità storica con il passato sia stata interrotta dal Concilio Vaticano II.
Nel cristianesimo ortodosso la Bibbia è considerata il cuore costitutivo di una tradizione più vasta che abbraccia anche altri aspetti della Rivelazione.
Queste concezioni sono invece condannate dal protestantesimo che sostiene in genere come il contenuto della Bibbia, in quanto Parola di Dio, abbia la precedenza su qualunque tradizione cristiana, che alla luce di quella deve essere verificata ed eventualmente respinta se non può esserle conciliata.
Ispirato dalla contestazione protestante verso la tradizione ecclesiastica, gli illuministi cominciarono a screditare persino la Bibbia stessa come fonte di tradizione negando la sua origine rivelata e divina.

## La Tradizione nel Diritto
Nel diritto romano, per tradizione era inteso l'atto formale di consegna di un bene, normalmente necessario e conclusivo nell'acquisto della proprietà a titolo derivativo. Si trattava di "tradizione consensuale" se effettuata mediante la consegna materiale del bene (generalmente mobile) o di "tradizione effettiva o simbolica" se effettuata tramite la consegna di un simbolo che desse la possibilità di esercitare il possesso sul bene (generalmente immobile - es. chiavi del fabbricato).

## La Tradizione in Filologia
In filologia, o critica testuale, per tradizione si intende l'insieme dei testimoni che trasmettono un'opera. Essa può essere diretta quando ha l'intenzione di trasmettere un dato testo, indiretta quando un testo o parte di esso si trasmette grazie alla citazione che ne fa un altro autore.
Si parla di edizione critica quando il testo pubblicato riporta tutte le testimonianze scritte (conservate e non), le relazioni fra copie apografe e originali antigrafi ricostruite a ritroso fino a risalire a quelle ritenute più antiche, un apparato critico che evidenzia le varianti testuali non esistenti nei testimoni conservati fino all'Età moderna, le scelte dell'editore per emendare o correggere errori o corruttele del testo che questi ravvisa in passi ritenuti viziati nella forma o nella sostanza attraverso tutta la tradizione.

## Tradizione come filosofia perenne
In ambito filosofico ed esoterico il tradizionalismo integrale, anche chiamato perennialismo, intende richiamarsi ad una Tradizione primordiale e universale nella quale esso trova sedimentata una sapienza di provenienza non umana, donata dal mondo spirituale in epoche antichissime agli uomini, da costoro distrutta e dimenticata ma della quale rimane un'impronta nelle correnti dell'esoterismo e delle culture popolari e folcloriche giunte sino a noi.

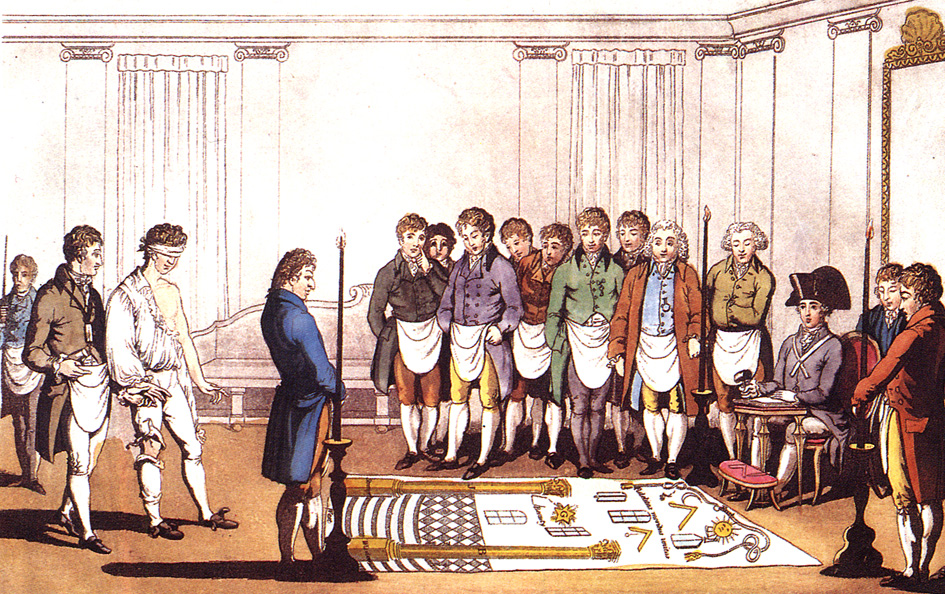
Iniziazione con cui viene trasmesso lo status di massone a un apprendista (1805)

Il tradizionalismo si propone pertanto di recuperare il nucleo di quella sapienza misterica del passato, di cui le varie tradizioni religiose, filosofiche e dottrinali exoteriche sono solo la veste esteriore, e che già i filosofi rinascimentali chiamavano prisca theologia, andata perduta a causa della decadenza ineluttabile del mondo moderno.
Pensatori tradizionali o tradizionalisti sono stati René Guénon, Julius Evola, Titus Burckhardt, Ananda Coomaraswamy, Nicolás Gómez Dávila, ed altri, accomunati da una concezione della Tradizione (con l'iniziale maiuscola) come forza trascendente, che si rende al contempo immanente in base alle contingenze storiche.

### Cultura, politica e filosofia della Tradizione
Il conservatorismo tradizionalista, conosciuto genericamente come tradizionalismo, descrive una filosofia politica situata nell'alveo del conservatorismo che sottolinea la necessità - filosofica, etica e pratica - di salvaguardare i principi della legge naturale e dell'ordine morale trascendente, della tradizione, dell'unità organica e gerarchica, della vita rurale, del classicismo, della cultura elevata e della fedeltà.
Alcuni tradizionalisti hanno abbracciato i termini di reazione e controrivoluzione, riferendosi alla decadenza della società provocata dall'illuminismo Poiché i conservatori tradizionalisti hanno una visione gerarchica della società, spesso difendono una struttura politica di tipo monarchico, aristocratico o demo-organico, come l'assetto sociale più naturale e benefico.
Questo tipo di Tradizionalismo - sebbene non si incarni in un preciso modello politico - è esistito dacché è cominciata la civiltà; la sua espressione contemporanea, tuttavia, si sviluppò nel XVIII secolo, soprattutto in risposta alla guerra civile inglese e alla rivoluzione francese. Spesso è collocato nella destra, ma vi sono anche pensatori culturalmente tradizionali che non si identificano in quest'area politica.

### La Tradizione nella Massoneria
Il concetto di "tradizione" nella massoneria è estremamente importante e dibattuto, poiché alcuni studiosi lo riconducono a un esoterismo inteso come trasmissione di storia, filosofia di pensiero e valori, altri lo ritraggono quale trasmissione esoterica di poteri dal significato pertanto iniziatico, sapienziale e spirituale.